# Skoghall
Skoghall er et byområde i Hammarö kommun i Värmlands län i Sverige. I 2010 var indbyggertallet 13.265.